# Jehudo Epstein

Jehudo Epstein

Jehudo Epstein, född 6 juli 1870 i Minsk, död 16 november 1945 i Johannesburg, var en judisk konstnär.
Epstein var professor vid konstakademin i Wien. Han framträdde med landskap, porträtt, genrebilder ur det italienska livet samt kompositioner som "Saul och David" och "Job". Han utgav även ett självbiografiskt arbete, Mein Weg von Ost nach West (1929).